# Eyad Barakat
Eyad Barakat, född 1 januari 2001, är en egyptisk taekwondoutövare. 

## Karriär
I oktober 2018 tog Barakat brons i 73 kg-klassen vid ungdoms-OS i Buenos Aires. I juli 2022 tog han brons i 68 kg-klassen vid afrikanska mästerskapen i Kigali. I november 2022 tävlade Barakat i 68 kg-klassen vid VM i Guadalajara, där han blev utslagen i åttondelsfinalen av jordanske Zaid Kareem.
I maj 2023 tävlade Barakat i 68 kg-klassen vid VM i Baku, där han blev utslagen i kvartsfinalen av brittiske Bradly Sinden.